# 诺雅勒和克洛特
诺雅勒和克洛特（法語：Nojals-et-Clotte，法語發音：[nɔʒal e klɔt]）是法国多尔多涅省的一个旧市镇，位于该省南部，属于贝尔热拉克区。诺雅勒和克洛特于1825年由原市镇诺雅勒（Nojals）和克洛特（Clotte）合并而成。2016年1月1日，诺雅勒和克洛特与相邻的另外3个市镇合并为新市镇佩里戈尔地区博蒙图瓦（Beaumontois en Périgord）。

## 地理
诺雅勒和克洛特（44°43'30"N, 0°45'31"E）面积13.8 平方千米，位于法国新阿基坦大区多爾多涅省，该省份为法国西南部内陆省份，是法國本土面积第三大的省，大致对应佩里戈尔地区，北起顺时针与夏朗德省、上维埃纳省、科雷兹省、洛特省、洛特-加龙省、吉倫特省和滨海夏朗德省接壤。
与诺雅勒和克洛特接壤的市镇（或旧市镇、城区）包括：博蒙迪佩里戈尔、拉布克里、朗皮约、圣萨比娜-博恩、诺萨讷。
诺雅勒和克洛特的时区为UTC+01:00、UTC+02:00（夏令时）。

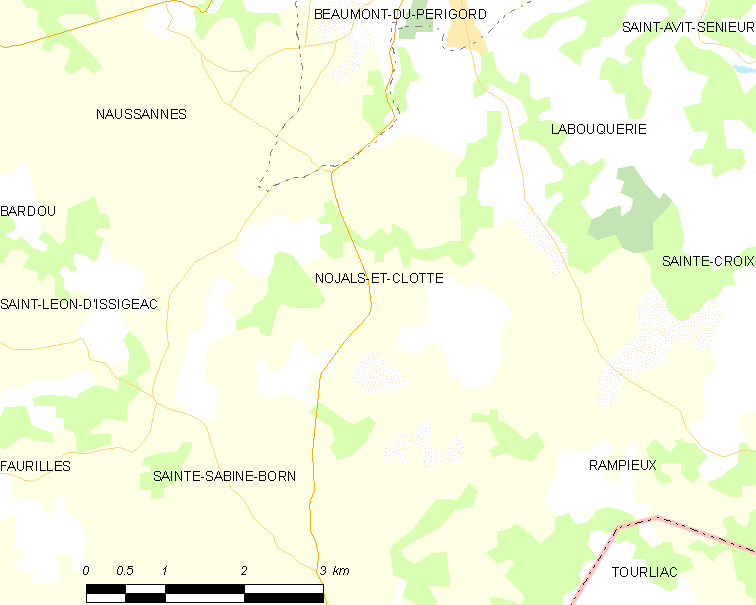
诺雅勒和克洛特的OSM定位图

## 行政
诺雅勒和克洛特的邮政编码为24440，INSEE市镇编码为24310。

## 政治
诺雅勒和克洛特所属的省级选区为拉兰德县。

## 人口

1962-2008年间诺雅勒和克洛特人口变化图示

诺雅勒和克洛特于2018年1月1日时的人口数量为227人。